# Cnidiocarpa coniifolia
Cnidiocarpa coniifolia là một loài thực vật có hoa trong họ Hoa tán. Loài này được (Boiss.) Pimenov mô tả khoa học đầu tiên năm 2005.